# Sibbaldia axilliflora
Sibbaldia axilliflora là loài thực vật có hoa trong họ Hoa hồng. Loài này được (Hook. f.) Chatterjee miêu tả khoa học đầu tiên năm 1938.